# 루이지 데 아고스티니
루이지 데 아고스티니(이탈리아어: Luigi De Agostini, 1961년 4월 7일, 이탈리아 우디네 ~ )는 이탈리아의 은퇴한 축구 선수이다.

## 경력
- UEFA 유로 1988 국가대표
- 1988년 하계 올림픽 국가대표
- 1990년 FIFA 월드컵 국가대표

## 수상
유벤투스
- 1989-90 수페르코파 이탈리아나 우승
- 1989-90 UEFA 컵 우승

 이탈리아
- UEFA 유로 1988 4강
- 1990년 FIFA 월드컵 3위